# Élections législatives irakiennes de 2000
Des élections législatives ont lieu en Irak le 27 mars 2000. Il s'agit de renouveler 220 des 250 sièges de l'Assemblée législative. Les trente sièges restants sont réservés à des représentants des zones à majorité kurde dans le nord du pays, qui échappent au contrôle du gouvernement de Saddam Hussein depuis la Guerre du Golfe de 1990-1991, et où la tenue des élections est donc impossible. Ces trente représentants sont nommés par le gouvernement irakien.
Il y a 522 candidats. Seuls les membres du parti Baas et les candidats officiellement sans étiquette mais « fidèles à cette idéologie » sont autorisés à se présenter. Les candidats ne sont pas autorisés à présenter de manifeste électoral, et leur accès aux médias est fortement restreint. Le parti remporte la majorité absolue des sièges. Parmi les 220 députés élus, on compte dix-huit femmes. Parmi les élus se trouve également Oudaï Hussein, fils aîné du président Saddam Hussein ; il effectue ainsi son entrée au parlement.
À la suite des élections, Saadun Hammadi, ancien premier ministre et ancien ministre des Affaires étrangères, est reconduit à la présidence de l'Assemblée par les députés à l'unanimité.
Résultats :
| Parti          | Sièges     | % des voix | changement par rapport à 1996 |
| -------------- | ---------- | ---------- | ----------------------------- |
| Parti Baas     | 165 sièges | 66,0 %     | + 4                           |
| Sans étiquette | 55 sièges  | 34,0 %     | -                             |